# Adam Laxman
Adam Kirillovitch (Erikovitch) Laxman (en russe : Адам Кириллович (Эрикович) Лаксман ; 1766-1806) est un officier militaire finno-suédois qui fut l'un des premiers sujets de l'Empire russe à se rendre au Japon. Lieutenant dans la marine impériale russe, il fut chargé en 1791 de conduire une expédition vers le Japon, y ramenant deux naufragés japonais en échange de concessions commerciales du shogunat Tokugawa. Adam Laxman était le fils du naturaliste Erich Laxmann.

## Expédition au Japon (1792)

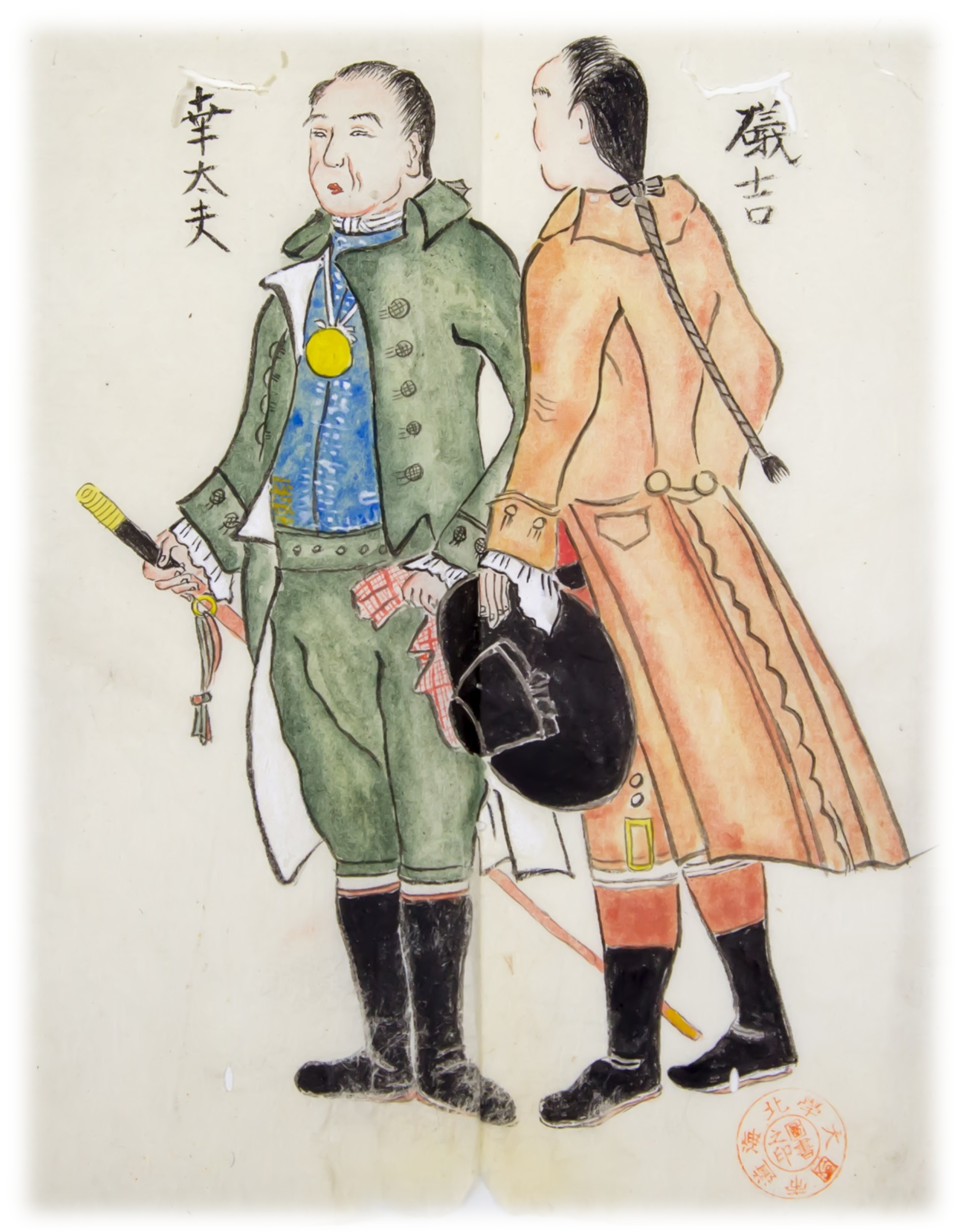
Capitaine Daikokuya Kodayu et son camarade Isokichi, 1792.

Laxman débarqua en octobre 1792 sur l'île d'Hokkaidō, où il fut accueilli par les membres du clan Matsumae, qui était chargé de défendre les frontières septentrionales du Japon. Contrairement aux précédents visiteurs étrangers, Laxman fut traité avec hospitalité, mais cela changea lorsqu'il exigea imprudemment de pouvoir remettre en personne les naufragés (du navire de Daikokuya Kōdayū) à Edo — l'actuelle Tokyo. Il fut bientôt rejoint par deux envoyés et cinq cents hommes, que le haut conseiller Matsudaira Sadanobu avait envoyés d'Edo, pour retarder Laxman ou l'empêcher de voyager plus profondément en territoire japonais. Les envoyés demandèrent qu'il passe par Matsumae par voie terrestre, sans son navire. Laxman refusa et fut finalement autorisé à naviguer, sous escorte de la marine japonaise, jusqu'au port de Hakodate ; à partir de là, 450 Russes et Japonais marcheraient jusqu'au château de Matsumae.
Malgré son impudence, Laxman bénéficia curieusement de somptueux logements de type occidental ; les Russes furent autorisés à ne pas s'agenouiller ni s'incliner devant les envoyés du shogun comme l'exigeait la coutume. Ils se virent remettre trois épées de samouraï et une centaine de sacs de riz. Les envoyés expliquèrent alors que suivant la législation japonaise tout le commerce extérieur devait être effectué à Nagasaki, mais qu'étant donné que Laxman avait ramené des naufragés, il serait autorisé à quitter pacifiquement le pays. Lorsqu'il refusa de partir sans un accord commercial, il reçut des documents de travail qui déclaraient explicitement que Nagasaki accueillerait un navire russe, que les navires étrangers n'étaient pas autorisés à débarquer n'importe où ailleurs dans le pays, et que le christianisme ne serait pas toléré au Japon.
Laxman regagna la Russie les mains pratiquement vides, mais — très probablement — porteur de la première version officielle d'un document japonais autorisant le commerce avec une nation autre que la Chine ou les Pays-Bas. Neuf ans après le retour de Laxman, la Russie envoya une nouvelle expédition chargée de faire du commerce à Nagasaki, mais elle reçut un long message du shogunat, expliquant que le Japon était fermé au commerce extérieur et exigeant son départ. Après ce revers majeur, le gouvernement tsariste débattit pendant de longues années de l'intention et de la signification de ces documents. Il abandonna l'ouverture du Japon aux entrepreneurs et explorateurs privés, sans parvenir à ouvrir le Japon au commerce.

## Source de la traduction
- (en) Cet article est partiellement ou en totalité issu de l’article de Wikipédia en anglais intitulé « Adam Laxman » (voir la liste des auteurs).